# Ricotia cretica
Ricotia cretica là một loài thực vật có hoa trong họ Cải. Loài này được Boiss. & Heldr. miêu tả khoa học đầu tiên năm 1849.